# 982
Năm 982 là một năm trong lịch Julius.

## Sinh
- 4 tháng 2 - Lê Phụng Hiểu, tướng nhà Lý tham gia dẹp loạn Tam vương (m. 1059)